# Kamae
Kamae (構え) es un término japonés utilizado en las artes marciales y el teatro tradicional. Se traduce aproximadamente como "postura". El Kanji de esta palabra significa "base". El significado implícito es 'preparación' o 'estar listo'.
Kamae debe diferenciarse de la palabra tachi (立ち), utilizada en las artes marciales japonesas para referirse a la postura. Mientras que tachi (pronunciado dachi cuando se utiliza en un compuesto) se refiere a la posición del cuerpo desde la cintura hacia abajo, kamae se refiere a la postura de todo el cuerpo, así como a la actitud mental de una persona. Estos aspectos mentales y físicos conectados de preparación pueden ser referidos individualmente como kokoro-gamae (心構え) y mi-gamae (身構え), respectivamente.
Aunque es un término genérico, el contexto puede implicar que hay una postura específica por defecto a la que se está haciendo referencia implícitamente. Por ejemplo, muchos estilos modernos utilizan kamae por sí solo como una forma abreviada de la postura básica del estilo para el combate o la autodefensa.
Como nota adicional, también existen verbos relacionados, y al agregar "te" al final de kamae se obtiene el comando "prepárate/en posición" (構えて, kamaete). Por lo tanto, un instructor de karate que ordene a los estudiantes asumir una postura frontal podría gritar: "¡Zenkutsu dachi, kamaete!"

## En Aikidō
Kamae es una postura básica, también definida como natural. En ella, los tres centros de gravedad del cuerpo se alinean en un eje vertical de gravedad. Estos tres centros comienzan con la cabeza, luego la columna vertebral y el abdomen inferior. Esto permite una postura equilibrada, independientemente de la posición de los pies. También permite moverse libremente en cualquier dirección deseada.

## En Kendō

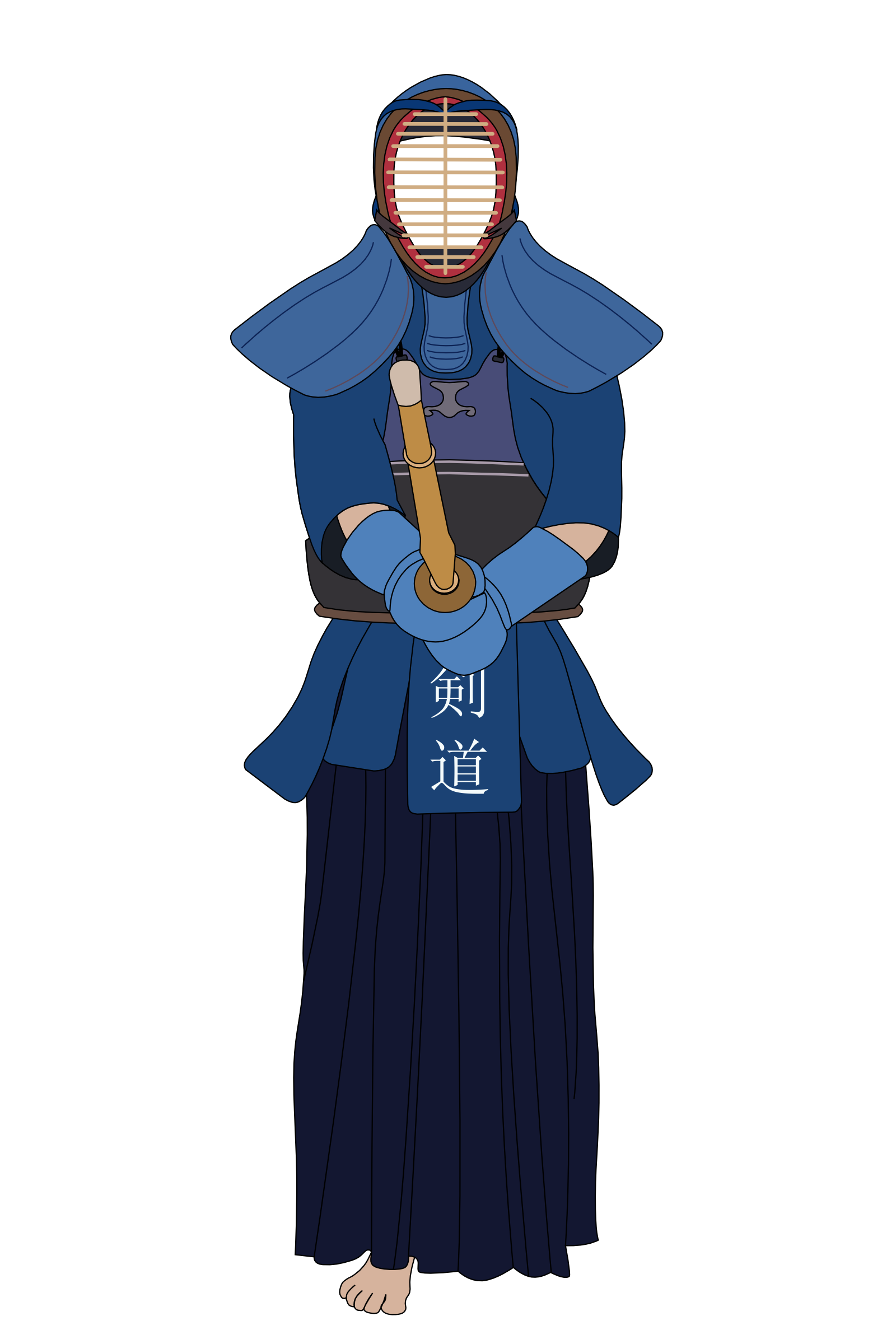
Kendoka en posición Chudan-no-Kamae

Existen cinco kamae básicos en Kendo: 
1. Chūdan-no-kamae (中段の構え?) La posición central es la posición estándar en Kendo. Ambos pies están paralelos y mirando hacia el oponente, con el pie izquierdo ligeramente retrasado. El dedo gordo del pie izquierdo está aproximadamente a la altura del talón del pie derecho. Ambos pies están separados por aproximadamente el ancho de un pie. La punta de la espada apunta hacia la garganta del oponente. La mano izquierda sostiene la espada justo debajo del ombligo. Chudan-no-Kamae es la forma de kamae más común en Kendo.  Como variante, también se utiliza Seigan-no-kamae. En esta variante, la punta de la espada se inclina ligeramente hacia la derecha y se levanta un poco, apuntando hacia el antebrazo izquierdo (kote) del oponente (en Jodan-no-Kamae). Esta variante se utiliza en la quinta Nihon-Kendo-Kata.[5]
2. Jōdan-no-kamae (上段の構え?): La posición alta es una postura ofensiva en la que el shinai se sostiene sobre la cabeza. Hay dos variantes diferentes:[6][7]
  - Hidari Jōdan-no-kamae (左上段の構え?) En esta posición el kendoka tiene el pie izquierdo hacia adelante y el cuerpo ligeramente girado hacia la derecha. La espada también está ligeramente girada hacia la derecha. Ambas formas de Jodan se utilizan en la primera Nihon-Kendo-Kata. Los combatientes que golpean principalmente desde Hidari Jodan-no-Kamae durante el Shiai (competencia) se conocen como luchadores Jodan y adoptan una posición especial en Kendo, al igual que los luchadores Nito (con dos espadas), lo que requiere que los kendoka normales se adapten (por ejemplo, mediante un kamae modificado Seigan Jodan-no-Kamae. El shinai se encuentra un poco más alto que en Chudan y la punta del shinai apunta hacia el kote elevado del luchador Jodan). Raramente, también hay luchadores Jodan que se paran en la posición de Kendo normal y luego cambian a Migi Jodan-no-Kamae, cambiando la mano para que la mano izquierda agarre repentinamente el shinai por delante del tsuba.[8]
  - Migi Jōdan-no-kamae (右上段の構え?)  En esta posición el kendoka se enfrenta directamente al oponente, al igual que en Chudan-no-Kamae. El shinai se sostiene delante de la cabeza, con la mano izquierda a un puño de distancia de la frente, de manera que el combatiente pueda ver al oponente debajo de su mano.
3. Gedan-no-kamae (下段の構え?) La punta del shinai se baja a la altura de la rodilla. Esta posición es considerada desventajosa por muchos kendoka en la competencia, pero se utiliza en la tercera Nihon-Kendo-Kata. Esta posición puede ser ventajosa cuando se enfrenta a un luchador de Naginata, ya que este se enfoca principalmente en las piernas. En el antiguo estilo de Kendo, los ataques a las piernas también estaban permitidos, por lo que Gedan-no-kamae sigue siendo útil en el Shiai.
4. Hassō-no-kamae (八相の構え, 八双の構え?) Esta posición se asemeja a Hidari Jodan-no-Kamae, pero en lugar de sostener la espada sobre la cabeza, se mantiene hacia el lado derecho al lado de la cabeza, con la guarda (tsuba) a la altura de la boca. Esta forma de kamae se utiliza en la cuarta Nihon Kendo Kata.[9]
5. Waki-gamae (脇構え?) La espada se oculta debajo, a un lado del cuerpo, para ocultar la longitud de la espada al oponente. La punta de la espada se encuentra aproximadamente a la altura de las rodillas. Esta forma de kamae se utiliza en la cuarta Nihon-Kendō-Kata. Kamae-o-Toku El kamae "caído" o "quebrado" no es una postura de ataque o defensa en el sentido tradicional, sino que representa una disolución de las mismas al no ofrecer ventajas ofensivas o defensivas. Se utiliza dentro de la etiqueta de la kata y se asemeja al Gedan-no-Kamae, pero la espada se gira lateralmente.[10]

Shizentai Postura natural y erguida sin la espada desenvainada.
La orientación del plano de la hoja (hasuji) es fundamental. Cuando se está en guardia, la espada debe ser capaz de cortar sin necesidad de girar la hoja; la hoja ya está en el plano de corte cuando se está en guardia.

## En Karate
La forma generalmente utilizada de kamae en karate es cuando el artista marcial coloca su mano derecha protegiendo el plexo solar y la mano izquierda extendida a la altura del hombro. Esto permite bloquear mientras los golpes están más alejados del cuerpo con la mano izquierda y realizar contragolpes con la mano derecha (o viceversa dependiendo de la postura).

## En Taijutsu
Los kamae en Taijutsu se consideran como posturas adaptables que ocurren como "instantáneas" de secuencias de movimiento, en lugar de posiciones fijas de ataque o defensa. El kamae básico es ichimonji-no-kamae (一文字の構え), que se refiere a la "línea recta" que refleja la forma del cuerpo al adoptar esta posición.

## En el Ninjutsu
- Ichimonji no kamae
- Doko no kamae
- Tonso no kamae
- Happo cakuie no kamae
- Achimonji no kamae
- Jumonji no kamae
- Icho no kamae
- Hoko no kamae